# Аньолотти
Аньолотти (итал. agnolotti, также agnolotti piemontesi или agnolòt o gnolòt на пьемонтском языке) — разновидность пасты с начинкой наподобие равиоли, типичные для итальянского региона Пьемонт. Состоят из небольших слепленных кусочков теста с начинкой из жареного мяса или овощей.
Хотя первоначальная форма была полукруглой, традиционно аньолотти имеют квадратную или прямоугольную форму со сторонами около одного или двух дюймов.
Аньолотти могут называться ди магро (di magro), с мясом, или ди грассо (di grasso) с овощной начинкой.

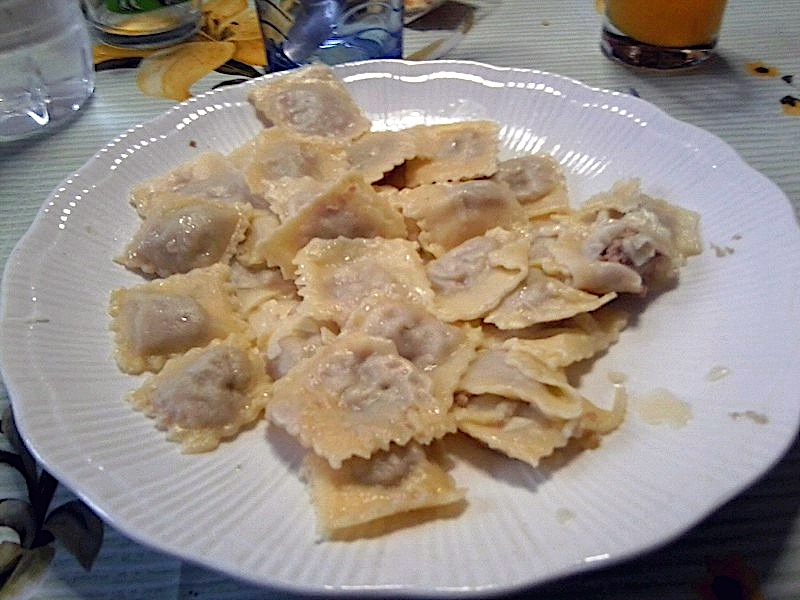
Домашние аньолотти из Асти

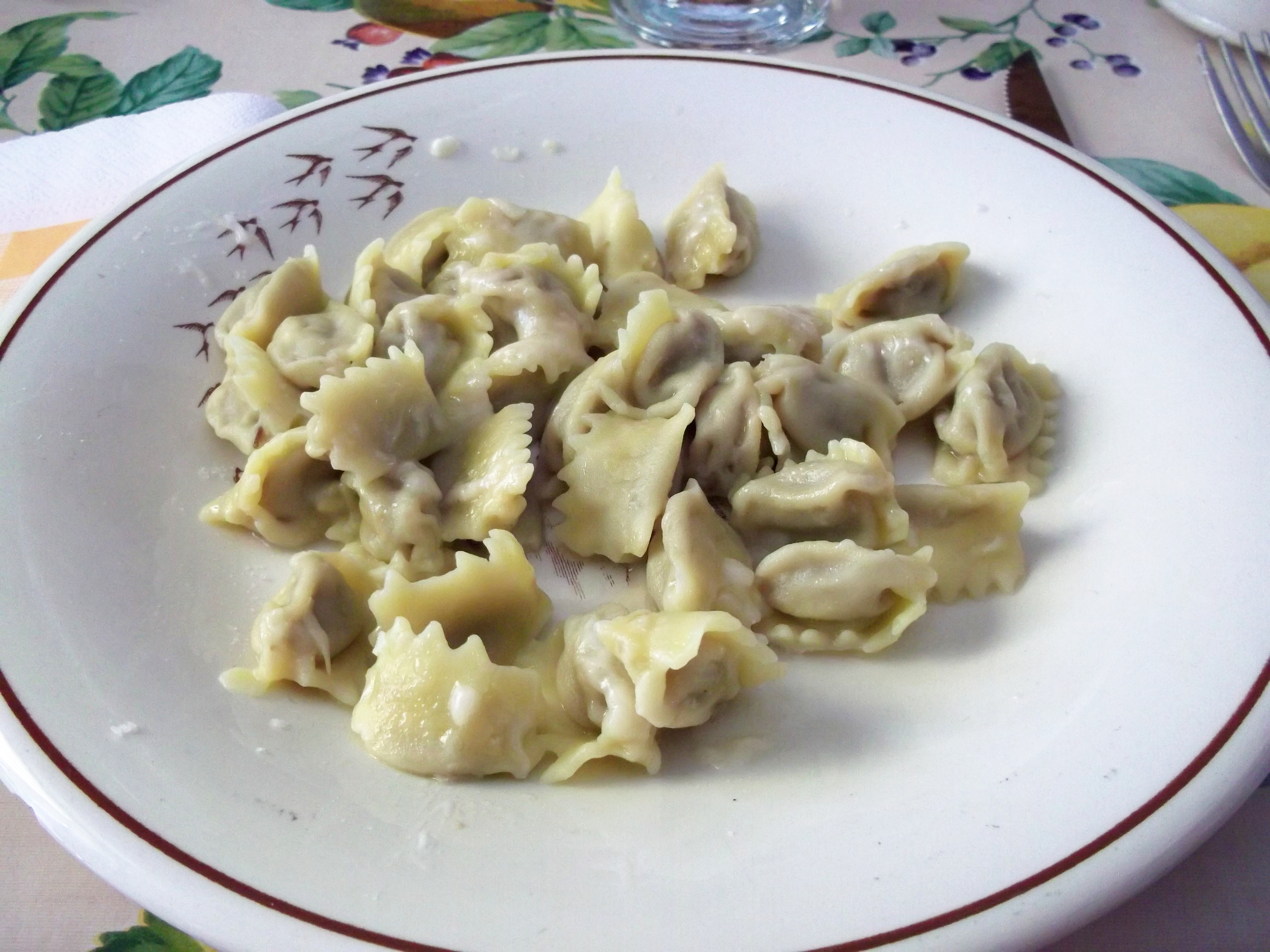
Домашние аньолотти дель плин

## История
Согласно легенде, название произошло от имени повара Анджолино, или «Анжелот» из Монферрата, который считается изобретателем рецепта.
Другая, более современная теория считает, что название произошло от пьемонтского anolòt, это железный нож, которым разрезали тесто в форме кольца, изначальной формой аньолотти.
Исторически для начинки аньолотти было принято использовать остатки жареного мяса предыдущих дней, измельченного и смешанного вместе с овощами, сыром или другими ингредиентами. До сих пор основной характеристикой пьемонтского аньолотто (agnolotti piemontesi) по сравнению с другими макаронными изделиями с начинкой из остальной Италии является использование жареного мяса для начинки.

## Приготовление
Тесто готовится с яйцом, тонко раскатывается и нарезается на небольшие прямоугольнички с помощью специального ножа, чтобы получить неровные, зубчатые края.
Овощная начинка для готовится из шпината, мангольда, рикотты, пармезана, соли и специй.
Аньолотти опускают в кипящую воду. Обычно их заправляют говяжьим бульоном и небольшим количеством топлёного масла или соусом из свежего шалфея и топлёного масла, перед подачей посыпают пармезаном.

## Вариации
Аньолотти также могут иметь меньшую прямоугольную форму, тогда их называют agnolotti al plin. «Плин» означает «щепотка», потому что нужно сжимать большим и указательным пальцами каждую горку начинки, чтобы закрыть и запечатать маленькие конвертики из теста. Аньолотти аль плин почти всегда фаршируют мясом. Один из традиционных способов подачи аньолотти дель плин — выложить их на салфетку, слив воду, и подавать сухими, без приправ; это напоминает привычку фермеров приносить еду, завёрнутую в салфетки, для употребления в течение рабочего дня.
Уникальными во всем Пьемонте и типичными для города Кальяно в провинции Асти являются аньолотти с начинкой из мяса осла.